# 悪魔と姫ぎみ
『悪魔と姫ぎみ』（あくまとひめぎみ）は、吉田秋生よる短編漫画。および、それを原作とする日本のアニメーション映画である。短編漫画は2000年にムック「吉田秋生コレクション 悪魔と姫ぎみ」として発刊されている（全1巻、2000年12月、ISBN 4-09-109450-3）。

## 登場人物
「声」は、アニメ映画での担当声優。
姫声 - 木ノ葉のこ

キョウイチ声 - 井上真樹夫

悪魔声 - 富山敬

ヒースクリフ声 - 神谷明

スノーホワイト声 - 小山茉美

王様声 - 八奈見乗児

ベレー声 - はせさん治

裁判長声 - 雨森雅司

## アニメ映画
1981年（昭和56年）3月20日に公開された。全国約200か所でホール上映公開された。併映作品は『夏への扉』。
サウンドトラックを近田春夫がプロデュースしたことで知られ、編曲と演奏を近田春夫&ビブラトーンズ（のちのビブラトーンズ）の前身、「人種熱＋近田春夫」が担当した。また主題歌には『うれしい体験』（1975年）の青木美冴を、挿入歌に近田が手がけた人気バンド・ジューシィ・フルーツを起用した。オリジナルサウンドトラックは、LPレコード『「悪魔と姫ぎみ」オリジナル・サウンド・トラック』は、映画の公開の5日後にリリースされた。
本作品のナレーションは野田圭一が担当。
1984年9月24日にはテレビ朝日系列の19:30 - 20:00（JST）で放送された。

### スタッフ
- 原作 - 吉田秋生 （『悪魔と姫ぎみ』小学館）
- 脚本 - 雪室俊一
- 演出 - 高橋良輔
- 演出補佐 / アニメ演出 - 原田益次
- 作画監督 - 山口泰弘
- 美術監督 - 明石貞一
- 撮影 - 池田重好、清水政夫
- 編集 - 花井正明
- 音楽 - 近田春夫
- 主題歌 青木美冴「Goin'にMy Way」（日本コロムビア）
- 挿入歌 ジューシィ・フルーツ「十中八九N・G」（英語ヴァージョン、同上）
- プロデューサー 田宮武